# Mortal Online
Mortal Online è un videogioco MMORPG in prima persona, creato dalla compagnia svedese Star Vault e pubblicato il 9 giugno 2010.
Il gioco è stato creato con l'intento di tornare alle modalità di gioco di Ultima Online con una grafica più moderna ed un sistema di gioco più avanzato; utilizza Unreal Engine 3 (di Epic Games) e dispone di un sistema di gioco "Skill-Based", cioè uno stile di combattimento e di Gameplay basato solo ed esclusivamente sulle Skill del proprio Personaggio. Infatti, Mortal Online non ha un classico sistema delle classi, bensì possiede un sistema di abilità ed attributi simili a quelli della serie Elder Scrolls. Esistono 10 razze differenti che possono essere scelte dal giocatore, il quale può possedere diversi personaggi, legati però da un'unica "anima", chiamata Deva, che lega le azioni di tutti i personaggi.